# Hockeyclub Bakel
HC Bakel is een Nederlandse hockeyclub uit de Noord-Brabantse plaats Bakel.
De club werd opgericht op 7 december 1977 en speelt op Sportpark Geneneind waar ook voetbalvereniging Bavos is gevestigd. In het seizoen 2012/13 komt alleen het eerste damesteam uit in de Vierde klasse van de KNHB.